# Moisés Marcondes de Oliveira e Sá
Moisés Marcondes de Oliveira e Sá (Palmeira, 2 de abril de 1859 - Rio de Janeiro, 4 de março de 1928) foi em médico, historiador e escritor brasileiro.

## Biografia
Moisés era filho do político Jesuíno Marcondes de Oliveira e Sá e neto do primeiro Barão de Tibagi. Casou em 1884 com sua prima Zulmira Alves de Araujo Pancada.
Formou-se em medicina nos Estados Unidos da América, no ano de 1881. Foi membro da "Stille's Medical Society". Seguiu, então, para a Europa, foio completar seus estudos nos hospitais de Paris. Por esse tempo foi mandado pelo governo imperial para servir como adjunto do Dr. Barão de Theresópolis, representante nomeado pelo Brasil no Congresso Internacional de Medicina, a reunir-se em Londres.
De regresso ao Brasil, em 01 de agosto de 1882 foi nomeado Diretor Geral da Instrução Pública do Paraná, pelo Presidente da província Dr. Carlos Augusto de Carvalho, posteriormente apresentando Relatório das atividades dessa diretoria. Permaneceu no cargo até o ano de 1883. Depois, trabalhou também nas administrações dos presidentes Oliveira Belo e Escragnolle Taunay.
Transferiu residência para o Rio Grande do Sul (quando foi sócio de uma fábrica de biscoito, firma Leal, Santos & Cia., chegando a gerir a casa matriz em Lisboa).
Também atuou na imprensa do Paraná, em São Paulo (onde fundou o jornal Onze de Agosto), Rio Grande do Sul e Lisboa onde publicou o "Formulário Therapêutico Magistral".
Escreveu livros de temas históricos, de medicina e poesia, como: Terapêuta Magistral, de 1888, Poesias, de 1908, Documento Para a História do Paraná, de 1923, Pai e Patrono, de 1923, Da Alma Cristã em Face de Sofrimento, de 1928, entre outros.
Pertenceu a Academia de Letras do Paraná (antecessora da Academia Paranaense de Letras) e como homenagem, o seu nome representa o fundador da cadeira n° 3 da Academia Paranaense de Letras. Outra homenagem é a Rua Moyses Marcondes, localizada no bairro Juvevê em Curitiba, que leva o seu nome.